# Закон Люс-Селлера 1946 года
Закон Люс-Селлера 1946 года (англ. Luce–Celler Act of 1946) — федеральный закон США, принятый Конгрессом, который предоставил квоту в размере 100 филиппинцев и 100 индийцев из Азии для иммиграции в Соединённые Штаты в год, что впервые позволило этим людям натурализоваться в качестве американских граждан. Став гражданами, эти новые американцы могли зарегистрировать собственность на своё имя и даже ходатайствовать за своих ближайших родственников из-за границы.

## История
Закон был предложен республиканкой Клэр Бут Люс и демократом Эмануэлем Селлером в 1943 году и подписан президентом США Гарри Трумэном 2 июля 1946 года, за два дня до того, как Филиппины стали независимым государством, подписав Манильский договор 4 июля 1946 года. Из-за неминуемой независимости Филиппин филиппинцам было бы запрещено иммигрировать без этого Закона.
До 1946 года граждане Индии не имели права на натурализацию в Соединённых Штатах. Им также не разрешалось получать какую-либо форму постоянного проживания — правовой статус, введённый позже в соответствии с Законом о натурализации и гражданстве 1952 года.